# Les ombres disparaissent à midi
Les ombres disparaissent à midi (en russe : Тени исчезают в полдень, Teni istchezayut v polden) est une série télévisée soviétique inspirée du roman éponyme d'Anatoli Ivanov, produite par le studio de cinéma Mosfilm en 1970-1971 et réalisée par Valeri Ouskov et Vladimir Krasnopolski. La série a été diffusée à la télévision soviétique pour la première fois le 14 février 1972 et projetée dans les cinémas en 1974. À la suite d’un échange avec Le Pain noir de Serge Moati, cette série de six épisodes a été diffusée toutes les semaines par Antenne 2 à partir du dimanche 17 octobre 1976.

## Synopsis
La série retrace l'histoire de 1915 à 1949 d’un petit village de Sibérie occidentale situé à 3.000 km à l’est de Moscou, le Val-Vert (Zeliony Dol), et de ses habitants, témoins des bouleversements qui touchent le pays avec les dernières années de la Russie tsariste, la guerre civile, la collectivisation, la Grande Guerre patriotique et la restauration de l'économie nationale après la guerre. Au premier rang desquels on trouve Maria, une jeune paysanne partie à la ville qui revient gagnée à la cause bolchévique.
1. "Marie rouge". La première série commence par une image de la vie quotidienne en Russie au début du XXe siècle. Des gens riches et fortunés s'assoient dans la Maison Menchikov, mangent, boivent et discutent de qui est le meilleur, qui est respecté et à quoi ressemblent les paysans d'aujourd'hui. Parmi eux se trouve Anissim, qui aime Maria. Il parie que si elle tue un ours et lui rend sa peau lisse, il l'épousera et lui donnera le moulin. Il lui donne 3 jours. Maria revient saine et sauve avec le butin, mais quitte Anissim et s'embarque sur un bateau avec sa fille. Ses sentiments sont forts, mais il ne parvient pas à la persuader de rester. Ensuite, de somptueuses festivités ont lieu dans la maison de Klytchkov. Devant tout le monde, il lègue toutes les mines d'or à sa fille Sérafima et ordonne à tout le monde d'embrasser sa botte. Konstantin Joukov refuse de le faire. Sérafima s'en souvient. Pendant ce temps, la révolution commence dans le pays, la guerre civile atteint le village sibérien. Maria dirige un détachement partisan. Dans son département se trouve le glorieux et brillant Frol, qui n'est pas indifférent à Maria. Mais au fil du temps, il revient vers les blancs. Caché dans les bois, Konstantin Joukov trouve refuge dans un ancien monastère où se cache également Sérafima Klytchkova. Constantin prend Sérafima de force ; elle, qui voulait le tuer la première, se soumet au nom d'une cause commune : la résistance aux Rouges. Tout le monde décide de se marier. Philippe Menchikov est capturé par les Rouges et interrogé. En attendant, il envisage de se débarrasser de Maria et trompe Frol pour qu'il l'aide à entrer chez elle.

1. "Étrangers". Frol rend visite à Maria alors qu'il est ivre, avec l'aide de Filippe et Démid Menchikov, affirmant qu'Anissim l'a poignardé. Maria ouvre la porte et les Menchikov se précipitent dans la maison. Ils emmènent Maria et sa fille avec eux. Frol reste au sol, puis reprend conscience et les suit. Sur la montagne, au bord du gouffre, Philippe ramasse une pierre mais ne parvient pas à la lancer sur Maria en la regardant dans les yeux. Maria a dit : "Pourquoi trembles-tu ? Allez, frappe ! Pourquoi tes mains tremblent-elles ? Et alors ? Je me mettrai sur ton chemin même si je suis morte !" A quoi il a répondu : "Détourne ton regard, détourne-les" et demande à Démid de se couvrir le visage pour ne rien voir. Frol traversant la rivière crie mais n'est pas entendu. Philippe tue Maria et Frol, traversant la rivière, voit tout cela. mais ne peuvent rien faire. Ensuite, Philippe et Démid décident que Démid devrait quitter définitivement la zone, mais Philip devrait rester. Au cours de leur conversation sur le bateau, Philippe prévient: "Et regarde, Frol. Nous marchons sur la même planche. Si ça casse, nous descendrons ensemble. Tu comprends ? Anissim découvre la fille de Maria coincée dans une crevasse et décide de l'élever. Plus tard, Anissim affronte Philippe, qu'il croit être le meurtrier de Maria, sur le lieu de sa mort et se venge en le poussant du haut d'une falaise. Le temps passe et Démid recherche le président de la ferme collective, Zakhar Bolchakov, et le torture afin de retrouver son frère. Cependant, Frol intervient et aide Zakhar à s'échapper. Anissim avoue à Zakhar qu'il a tué Philippe et qu'il aurait dû être celui qui était attaché aux chevaux. Démid localise Klytchkov, Joukov et Taras et ensemble, ils élaborent des plans et assument de nouvelles identités pour approcher le président de la ferme collective. En chemin, ils rencontrent d'autres colons, les tuent et assument leur identité. Ils arrivent finalement dans un village où Zakhar les présente à la ferme collective. Oustin devient un héros en sauvant la farine de la fonte des glaces, gagnant ainsi le respect de Zakhar et des autres hommes. Oustin trouve Frol et se souvient des instructions qu'il lui a données, conduisant Frol à retourner à la servitude et à l'obéissance.

1. "Bonheur amer". Zakhar et Stecha ont une relation compliquée. Après que Zakhar ait exprimé son intérêt pour Stecha, Frol, avec l'aide d'Oustin, la poursuit également. Stecha admet ses sentiments pour Zakhar et Frol. Stecha choisit finalement d'épouser Zakhar, mais le jour de leur mariage, elle s'enfuit avec Frol à la place. Des années plus tard, leur fils Fiodor rêve de devenir pilote et parvient à voler dans un avion. Cela met son père en colère, qui le punit. Finalement, la civilisation atteint leur village sibérien, apportant la radio et les élections politiques.

1. "La Falaise de Marie", Oustin effraie Natalia en lui rappelant son héritage koulak. Yegor prend ses distances avec Natalia après qu'Oustin ait évoqué des incidents passés. Andrei, l'électricien du village, développe des sentiments pour Natalia et lui donne un mouchoir. Cependant, leur bonheur est interrompu par le début de la Grande guerre patriotique. Fiodor reçoit une convocation militaire le jour de son mariage et est fait prisonnier par les Allemands, où il retrouve son père. Le père de Fiodor avoue sa véritable identité et Fiodor exprime son dégoût. En état d'ébriété, le père de Fiodor le tue et tue plus tard Démid lors d'une dispute.

1. "Étoiles de Rivière". Klavdia refuse d'accepter que Fiodor soit mort et attend avec impatience son retour. Les villageois de Zeliony Dol reviennent de la guerre et célèbrent sa fin. Ilya Yourguine, membre de la ferme collective, tente de créer des conflits parmi la population, mais n'y parvient pas. Les émotions se renforcent parmi les membres de la ferme, notamment entre Irichka Voronova et Mitka Kourganov, ainsi qu'entre Varia Morozova et Yegor Kouzmine. Le rédacteur en chef du journal révèle son projet d'écrire un livre sur Zeliony Dol et expose Sidor Fomitchov comme le responsable de la mort de Fiodor. Klavdia commence à développer des sentiments pour Frol au bord de la rivière, mais leur relation se complique avec l'arrivée de Stecha. De plus, le jeune Micha exprime son désir de rester à Zeliony Dol avec Zakhar Zakharovitch Bolchakov.

1. "Hiver Rigoureux", Piotr Ivanovitch poursuit son enquête et découvre l'identité de Sidor Fomitchov mais la garde secrète. Il rend visite à Anissim pour s'enquérir d'Oustin et apprend son refus de devenir président. La ferme collective est confrontée à une pénurie de foin, ce qui provoque la famine du bétail. Zakhar croit à tort que Frol vend son foin, mais en réalité il l'apporte gratuitement à la ferme collective. D'autres villageois suivent l'exemple de Frol. Oustin avait des meules de foin cachées, mais Yegor les découvre et les rend, ce qui conduit au licenciement d'Oustin. Frol et Klavdia commencent à vivre ensemble et Stecha se rend compte qu'elle est responsable de ses propres problèmes. Varia rencontre Yegor, mais Oustin la force à flirter avec Mitia Kourganov pour contrarier Irina. Varia échoue et décide de vivre avec Yegor. Piotr Ivanovitch se prépare à partir et Oustin propose de le conduire. Smirnov ne se sent pas bien et demande une pause pour reposer le cheval. Morozov devient de plus en plus frustré et exhorte le protagoniste à arrêter son enquête. Frol se rend compte qu'Oustin prépare quelque chose d'infâme et, avec Zakhar, décide de le suivre. Ils rencontrent Piotr Ivanovitch dans la neige, qui les supplie d'appréhender Oustin. Morozov rentre chez lui et avoue à Pistimée qu'il a perdu le contrôle et atteint son point de rupture.

1. "Zakhar Bolchakov". Pistimée conseille de s'enfuir, mais Oustin devient fou. Il devient terrifié lorsqu'il voit Fiodor le regarder et lui dit de détourner le regard. Oustin se rend alors au sous-sol et se tire une balle. Pendant ce temps, Ilya et Pistimée ont incendié la maison et s'enfuient. Au printemps, Tatiana Vassilievna, la mère biologique de Micha, rend visite à Zakhar et veut l'emmener à Moscou, mais Zakhar choisit plutôt de rentrer chez lui. Tatiana reste au village pour aider Zakhar à s'adapter. Cependant, Zakhar refuse d'utiliser son vrai nom de famille, Pavlov. Anissim Chatrov décède et demande à être enterré à côté de Maria Voronova, la femme qu'il a aimée toute sa vie. Mitia Kourganov n'est pas d'accord avec la décision de son père de quitter la famille et tente de persuader Klavdia et Frol de rester. Il part finalement pour la ville et trouve un bon travail. Varia et Yegor ont un fils nommé Fiodor et Zakhar construit avec succès un pont sur la rivière Svetlikha. Bolchakov et Mitia ont une conversation sérieuse en ville avant que Mitia ne retourne à la ferme collective. Après l'achèvement d'un projet de construction d'un pont, les gens partent en vacances et Zakhar exprime son bonheur et se souvient de Maria. Le correspondant demande une photo des principaux ouvriers, mais il n'y a aucune personnalité marquante dans la ferme collective. Alors que tout le monde se prépare pour la photo, ils invitent Tatiana Vassilievna à les rejoindre et elle se tient à côté de Zakhar et Micha. Zakhar et Tatiana partagent un sourire complice, indiquant leur compréhension et leur sympathie mutuelles.

## Musique
La chanson du générique, Je regarde les lacs bleus, a été composée par Igor Chaféran sur une musique de Léonid Afanassiev ; elle est interprétée par Ekaterina Chavrina. 

## Distribution (dans l’ordre du générique)
- Nina Rouslanova : Maria Voronova
- Piotr Veliaminov : Zakhar Zakharovitch Bolchakov
- Valeri Gataïev : Frol Petrovitch Kourganov
- Lev Poliakov : Anissim Semionovitch Chatrov
- Eleonora Chachkova : Stépanida "Stecha" Mikheïevna
- Valeri Malychev : Igor Kouzmine
- Ludmila Davydova : Natalia Filippovna Menchikova-Loukina
  - Tatiana Tchoukina : Natalia enfant
- Guennadi Korolkov : Fiodor Oustinovitch Morozov
  - Vassili Svistounov : Fiodor enfant
- Galina Polskikh : Klavdia Morozova
  - Larissa Voronova : Klavdia enfant
- Olga Naoumenko : Varka Morozova
  - Youlia Poliakova : Varka enfant
- Boris Novikov : Ilya Yourguine
- Ivan Ryjov: Andron Makarovitch